# Ipomoea yardiensis
Ipomoea yardiensis är en vindeväxtart som beskrevs av Alexander Segger George och Tate. Ipomoea yardiensis ingår i släktet praktvindor, och familjen vindeväxter. Inga underarter finns listade i Catalogue of Life.